# 布里格伊
布里格伊（法語：Brigueuil，法語發音：[bʁiɡœj]）是法国夏朗德省的一个市镇，属于孔福朗区。

## 地理
布里格伊（45°57'11"N, 0°51'37"E）面积47.07 平方千米，位于法国新阿基坦大区夏朗德省，该省份为法国西部内陆省份，北起德塞夫勒省和维埃纳省，东临上维埃纳省，东南至多尔多涅省，南至多爾多涅省，西接滨海夏朗德省。
与布里格伊接壤的市镇（或旧市镇、城区）包括：蒙特罗莱、圣克里斯托夫、索尔贡、雅韦尔达、维埃纳河畔圣布里斯、圣瑞尼安。

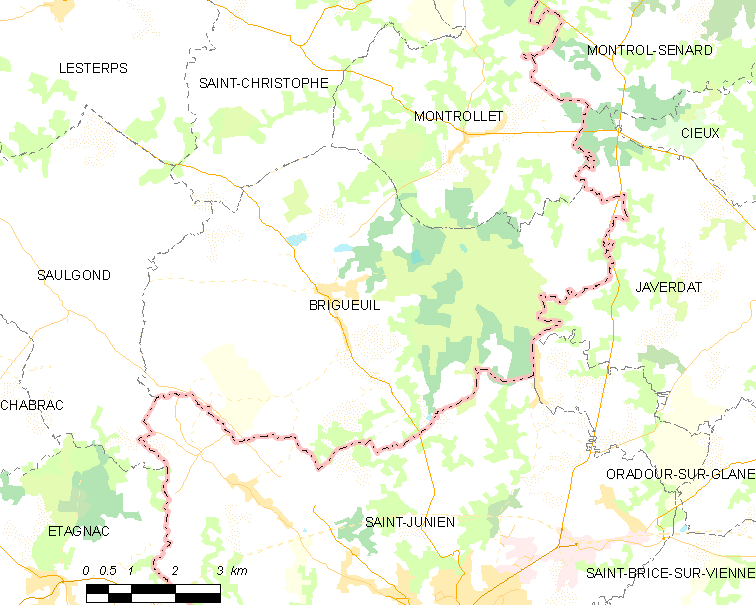
布里格伊的OSM定位图

布里格伊的时区为UTC+01:00、UTC+02:00（夏令时）。

## 行政
布里格伊的邮政编码为16420，INSEE市镇编码为16064。

## 政治
布里格伊所属的省级选区为夏朗德-维埃纳县。

## 人口

1962-2008年间布里格伊人口变化图示

布里格伊于2022年1月1日时的人口数量为1101人。